# ヤマトナデシコ七変化♡
- ヤマトナデシコ七変化♥
- ヤマトナデシコ七変化

『ヤマトナデシコ七変化♡』（ヤマトナデシコしちへんげ）は、はやかわともこによる日本の少女漫画作品。『別冊フレンド』（講談社）にて2000年4月号から2015年2月号まで連載された。2014年10月時点で累計発行部数は約930万部を記録している。ビジュアル系コメディー。キャッチコピーは「暴走ビジュアル漫画」（漫画）、「俺たちが､世界一のレディにしてみせる」（テレビドラマ）。

## 概要
高野恭平、織田武長、遠山雪之丞、森井蘭丸はそれぞれの事情で洋館に下宿しながら高校へ通っていた。そんなとき、家主（オバちゃん）は仕事のため家を出て行ったが、引っ越してくる姪の女の子を立派なレディーにしてくれたら3年間家賃ゼロという条件を提示する。ところがやってきたのは陰気、根暗、不気味、おまけにホラー大好きの中原スナコだった。
豪華な洋館で始まった、美少年4人と根暗少女の奇妙な共同生活。そこに様々なキャラクターたちが絡んでくる。少女漫画としては恋愛絡みの話が少なく、主人公と4人の男子たちの関係は男女というよりは家族に近い。主にスナコと絡むのは恭平で、他の3人はそれぞれ意中の女性があり、複数の男がスナコを取り合うというような展開が存在しないのも特徴である。

## 登場人物
中原 スナコ（なかはら スナコ）
声 - 高口幸子
この物語の主人公。地味で孤独が1番、ホラー大好きな根暗少女。容姿は髪が長くまるで貞子風である。北海道出身で、暑さには人一倍弱い。
ホラー・スプラッター好きが高じて、しばしば本人もホラー漫画タッチで描かれ、それを見た人が悲鳴を上げるのが本作のお約束である。初期の頃は妖気を漂わせており、彼女の近くの花が枯れる、電灯が切れるなどの怪現象を巻き起こすほどだった。まぶしいもの、美しいものが苦手で一目見た途端に鼻血を吹いて気絶する（最近は大分慣れてきたが）。その一方で、炊事・洗濯・掃除の達人であり、4人にとっては欠かせない存在となっている。特に料理はプロ並み。また腕っ節も強く、喧嘩では恭平と互角の腕前。身体能力もかなり高い（水泳大会では、学年で圧倒的な優勝）。普段は3頭身キャラとなっているが、本気モードになったときには体型はスーパーモデル級、顔も超が付くほどの美少女として描かれる。中学生のとき、好きだった男に「ブスは嫌いなんだよ」と言われてフラレた経験を持ち、それがトラウマで現在のスナコがいる（しかし、最近ではその男の存在を既に忘れ去っているような節がある）。成績は優秀だが、数学だけは全くダメである（少なくとも3点を2回取っている。中学1年生レベルの問題〈連立方程式〉も解けない）。チョコレートなどの甘いお菓子が好物で、バレンタインデーのときはホラー映画やホラーグッズを見ている時以上に楽しげな表情を見せる。目の前にホラー関連のものやチョコレートがあれば周りの迷惑を省みずに突き進んでしまう。鏡で自分の姿を見ることを極度に恐れている他、他人に肌を晒すことを嫌っている（乃依とお嬢様に連れられてエステサロンに行った時は、身体を触られる度に悲鳴を挙げていた）。このようなコンプレックスから人付き合いの上手いタイプとは言えず、事実中学時代の友人達は失恋のショックで変質したスナコの前から遠ざかって行った（あまつさえ、再会時にパニックになるほどトラウマになっていた）が、高校に入ってからの友人、知人は最初からスナコが不気味だった事もあり、数少ないながらもクラスの一部女子や商店街の店員などに今のスナコを受け入れる理解者も存在する。
本物の幽霊は全くダメで、恭平が入院していた病院に出没していた地縛霊が傍に寄ってきたときは真っ青になった。
家族構成は父・母。両親は仕事で現在アフリカにいる。父親はヤクザの組長のような強面だが、スナコとは違いホラー系の物が（気絶するほど）苦手。スナコの思い込みの激しさは彼譲りの模様。若い頃に熊を素手で倒したことがある。母親は高校生の娘がいるとは思えないほどの若い美女。彼女もまた腕っ節が強い。スナコがホラー系に豹変したために近所から白い目で見られようとも、スナコの意思を優先させた理解ある母。
高野 恭平（たかの きょうへい）
声 - 森久保祥太郎
ケンカ最強の「俺さま」男。
洋館に下宿している4人組の1人。腕っ節が強く、喧嘩も強いが非常に自己中心的な、いわゆる「俺様」な性格。超美形なので女性からの人気は高いが、恋愛事は苦手。地元の暴走族と付き合いがある。しかし好物は苺とエビフライ、嫌いな物はにんじんという子供っぽい一面も持つ。また情に厚く涙脆い。家族構成は父・母・兄。
アルバイト先でセクハラされることが多く、相手を殴り倒してクビになるケースがほとんど。オバちゃんの屋敷に下宿するまではファンから毎日のように追い掛け回され、その度に拉致されかかり、挙句の果てにはクロロホルムを嗅がされて犯されたなどの心休まることの無い日々を送っていた。そのせいで母親はノイローゼ気味となる。それ以降母との間に確執ができ、実家にはほとんど寄り付かない。体育会系のためかスナコとは一番ウマが合い彼女に接する（彼女の言動や行動に言い返す）ことも多い、そのため本人達は否定しているものの、最近ではカップルとして半ば認知されている。
アルバイトをしてもすぐ辞めてしまうため、普段からお金がない。その上大飯ぐらいのため、お金への執着心が強い。家賃半額を優先的に考えている。しかし、自分にとって嫌なこととなると非常に非協力的なため、スナコのレディー化への障害の1人になっているのも彼である。　
下宿当初はスナコを恋愛対象とは（女とも）見ていなかったが、最近では自ら意図的にスナコにキスをしたりと（彼は一時の気の迷いだと確信しているが）、彼の気持ちにも変化が現れ始めている。
織田 武長（おだ たけなが）
声 - 杉田智和
心優しい硬派な美少年。頭脳明晰、それでいて運動神経もいい（水泳大会4位）文武両道。
彼女（乃依）がいる。女性には奥手であり、清らかに交際中。しかし、ヘタレなこともあり、一時期乃依との破局を学園新聞の記事にされたこともある。
実家は華道の家元で、昔は家のことを押し付けられ過ぎたために浮世離れした性格（無口で無愛想で冷淡）だった。トラブルが起これば4人の中で一番冷静に対処できる人格者。
恭平が来る以前は2人から「殿」と呼ばれていた。
遠山 雪之丞（とおやま ゆきのじょう）
声 - 山内悠椰
明るく素直な感激屋。
女顔の美少年。背の低さと自分の女顔にコンプレックスを抱く。パワーがなくひ弱であるが、水泳大会で5位になるあたり運動が苦手というわけではない様子。気弱で泣き虫だが4人の中では一番の常識人でもあり、調停役に回る事が多い。何かにつけて女装をさせられる羽目になり、学園祭のミスコンで1位になったことがある。知らないおばあちゃんに貰ったキノコを何の疑いもなく食べてしまうという、可愛くも危なげな一面もある。女の子らしい（可愛らしい）子が好み。料理は非常に下手。スナコにだけは食べてもらえる（もっとも、かなり無理しているのだが）。原作では桜井まちこという彼女がいるが、実在する同名の漫画家がアシスタントとして参加した際に描いているキャラクターのため、アニメ版には登場せず原作でもほとんど登場しない。
家族構成は両親・妹・弟（双子で雪之丞に非常に似ている）。父親が超僻地に転勤になり、彼だけが残る事となった。母親はオバちゃんの学生時代の友人のため、そのツテで中原家へ下宿することとなる。
恭平が来る以前は蘭丸に「ちびっこ」と呼ばれていた。
森井 蘭丸（もりい らんまる）
声 - 野島裕史
女大好き、百戦錬磨。
相当な女たらしで美人と見ればすぐに手を出そうとするが、同年代の女の子や遊びで付き合う事の出来ないタイプには興味が無い様子。恭平によく女に対する手解きをする。女癖の悪さに関しては、他の3人から「サイテー」と罵られることも（スナコも一度怒ったことがある）。後に隠し子騒動に巻き込まれてしまう。
夜の事情に詳しいだけでなく、相手をしている金持ちの方々から様々な（悪質な）情報を仕入れている。
有名なホテルグループの御曹司で、我儘放題に育てられた。そのため昔は女性に対しては今よりも無神経で、下宿初日にオバちゃんに手を出そうとして本人を怒らせたことがある。実は剣道有段者で武長に勝っており、恭平にも勝てる。
年上の女性を手玉に取る一方、婚約者である玉緒相手にはまるっきりヘタレである。
恭平が来る以前は、雪之丞に「王子」と呼ばれていた。
笠原 乃依（かさはら のい）
声 - 中原麻衣
武長と相思相愛な女子高生。スナコの数少ない友人であり、スナコのことがお気に入りの様子。スナコの代わりに屋敷の家事を引き受けたこともあるが、能力は人並み。学園一の美少女で、たまにタレントのスカウトをされることも。
行動力があり突っ走りやすく後先を考えない。なかなか進まない武長との関係に暴走気味になることも。通称「乃依っち」。スタイル抜群で、体操服姿、スクール水着姿は鼻血ものだが、水泳は苦手で、ゴーグルがないと目が開けられない。演歌が好きなようで学園祭のなりきりカラオケ大会では「北の宿から」や「津軽海峡冬景色」などを歌っていた。
アニメでは出番が大幅に増え、暴走ぶりにも拍車がかかっている。また、掴みでは語尾に「〜だお（〜お）」を付けて話すようになっている。
中原美音（なかはらみね）、オバさん（オバちゃん）
声 - 小松由佳
スナコの叔母（父方。スナコの父親の妹）で、屋敷の持ち主。スナコを一人前のレディーにしたら家賃タダという条件で恭平ら4人に屋敷を貸している。未亡人。何回か婚約し、結婚まで行き着いてはいるが、大抵すぐ別れてしまう（恭平から「早く身を固めろ」と言われたが、一番いい男＝ダーリンが死んでしまったので相手が見つからない）。中原姓のようだが本名不詳。
久しぶりに帰ってきたときにスナコが全然レディーになっていないのを目撃してしまい、レディー化はあきらめ半分になっている。
かなりの大金持ちで、世界中の富豪や要人にコネがある。4人にとってはスナコ以上に怖い存在で、屋敷に帰ってくる度にスナコのレディーぶりをチェックしていくので、その度に4人は様々な策や小細工を巡らせている。ヅラマニアで、かなりの量のヅラを持っている。
恭平をスナコの彼氏と認識しており、何度か2人をくっつけようとしたが悉く失敗。恭平をジェントルマンにしようとしたこともあったが、相手役の女性全員が恭平に魅了されてしまったため、これも失敗に終わっている。
必殺技は「家賃アップ!」で、この言葉には誰も逆らえない。性格はスナコの父親と同じくらい思い込みが激しい。
ドラマでは中原美音と名前が追加され、一人息子としてタケルがいる。
ひろし
スナコが肌身離さず持っている人体模型の人形。スナコが男に振られ、傷心状態だったときに拾ったもので、以後、スナコはひろしを実の親友のように遇している。その溺愛ぶりは恭平が嫉妬するほど。そのため、ひろしが盗まれたときのスナコのショックは大きく、半狂乱になって街中を探し回ったり、幻覚を見たりするほどである。
アニメでは番組冒頭に登場して、お笑い芸人のヒロシの真似で前回の内容をおさらいしたり、恭平たちに突っ込みをいれたりする役割を担っている。そのシーン以外は基本的にひろしが人間の言葉を話すことはないが、スナコの妄想の中ではひろしやその他の骸骨や人体模型も会話をする。
ほかにも異なるタイプの人体模型「あきら」や、カツラ付き骸骨の「ジョセフィーヌ」、髑髏のジョンがいる。
なな、ねね、のの
スナコのクラスメイトで、スナコの普通ではない趣味を理解しながらも受け入れているという、スナコにとって数少ない気の置けない友人。アニメには登場しない。
ファンの皆さん
美形な4人の追っかけをやっている女子高生達。学園の9割以上の女子生徒が彼等のファンと呼んでも差し支えない。武長と乃依のカップルは認めているものの、スナコの存在は恐怖しつつも排除したいと思っている。
オーナー
しばしば恭平らにアルバイトを頼む男性。
さゆり
温泉旅館の女将で、蘭丸の交際相手。板長に自分の夫を殺させ、その罪を蘭丸になすりつけるよう画策するが、スナコが偶然にも証拠を隠滅しようとしていた板長を発見してしまったため、計画が破綻する。その後、腹いせにスナコを殺害しようとするが、さゆりが蘭丸の気持ちを弄んでいたことに激怒したスナコたちによって成敗されてしまう。
お嬢様
蘭丸のお見合い相手。本名は「きくのい たまお」。ただし、本名が判明した後も、アニメでのキャスト欄の表記は「お嬢様」のままである。お見合いの席で蘭丸に一目惚れし、その後も蘭丸を一途に思い続ける。最初は親同士が勝手に決めたお見合いに反発していた蘭丸も彼女の一途さに惹かれるようになるが、蘭丸といい雰囲気になると、邪魔が入り、蘭丸には別に本命がいると思い込んで、自ら身をひいてしまうというパターンを繰り返している（蘭丸の本命もお嬢様と思われるが、お嬢様はその事に気づいておらず、蘭丸は何かある度にお嬢様への気持ちを気の迷いだと思い込もうとしている）。また、どんな状況になっても無表情のため蘭丸の口説き方が通用しない。スナコや乃依とは意気投合しており、3人で出かけたり、一緒に食事をしたりしている。なお、蘭丸に迫っていたマダムがお嬢様の車の家紋を見るや退散するシーンがあることから、相当な家柄の出身と思われ、アニメではスナコと恭平を救出するために武装した歩兵（中隊規模）や空母を含む艦隊、果ては攻撃衛星まで動かすほどの莫大な財と権力を持つ事になっている。
なおアニメ版では出番も増えて型破りなキャラになっているが、これらは乃依やオバちゃんにも言える変更点である。

### アニメオリジナルキャラクター
ゴスロリシスターズ イヴォンヌ、ラセーヌ、マドレーヌ、ロクサーヌ
声 - 熊谷ニーナ、今野宏美、こやまきみこ、江里夏
原作にも似たようなキャラクターがゲスト的に登場しているが、名前や行動が大きく異なり、アニメの方では毎回のように登場する準レギュラーキャラクターに昇格している。謎のゴスロリの4人組で、恭平らを執拗に追い掛け回す。合言葉は「ゴスゴース ロリローリ」。常に語尾が「ンヌ」となる。ギャグ要員であり、常人には不可能と思われるトリッキーな動きをし、サメに喰われても死なない。
原作に登場する類似キャラクターの名前は「りえりえ」「みんたん」「まちゃピー」「まりりん」。初期はスナコを敵視していたが、方針を転換し恭平らに会うためにスナコと取引をし、結果として恭平たちよりスナコに惚れかけてしまい、恭平たちを諦めた。
謎の声
声 - ワタナベシンイチ
劇中コーナー『レディーへの道』（6話では『家事男（かじお）への道』）のタイトルコール役だが、その正体は監督のワタナベシンイチであり、同監督が手掛ける作品のお約束であるカメオ出演の一種である。他にも予告ナレーションに乱入したりDVDのCMでスナコとの掛け合いをしたり、スナコを振った男やオバちゃんの恋人（異常に長い車でやってきた、濃い容姿のアフロ男）役などでも出演している。

## 書誌情報

### 単行本
- はやかわともこ 『ヤマトナデシコ七変化♡』 講談社〈講談社コミックス別フレ〉、全36巻
  1. 2000年10月11日発売、ISBN 4-06-341210-5
  2. 2001年3月9日発売、ISBN 4-06-341228-8
  3. 2001年7月11日発売、ISBN 4-06-341242-3
  4. 2001年12月11日発売、ISBN 4-06-341261-X
  5. 2002年6月11日発売、ISBN 4-06-341287-3
  6. 2002年12月11日発売、ISBN 4-06-341317-9
  7. 2003年3月11日発売、ISBN 4-06-341328-4
  8. 2003年8月6日発売、ISBN 4-06-341346-2
  9. 2004年1月9日発売、ISBN 4-06-341369-1
  10. 2004年6月9日発売、ISBN 4-06-341388-8
  11. 2004年11月10日発売、ISBN 4-06-341406-X
  12. 2005年3月9日発売、ISBN 4-06-341420-5
  13. 2005年6月9日発売、ISBN 4-06-341429-9
  14. 2005年11月9日発売、ISBN 4-06-341452-3
  15. 2006年3月10日発売、ISBN 4-06-341464-7
  16. 2006年7月10日発売、ISBN 4-06-341478-7
  17. 2006年11月9日発売、ISBN 4-06-341493-0
  18. 2007年3月12日発売、ISBN 978-4-06-341514-8
  19. 2007年8月7日発売、ISBN 978-4-06-341537-7
  20. 2008年1月9日発売、ISBN 978-4-06-341557-5
  21. 2008年7月9日発売、ISBN 978-4-06-341584-1
  22. 2008年12月12日発売、ISBN 978-4-06-341599-5
  23. 2009年5月13日発売、ISBN 978-4-06-341622-0
  24. 2009年9月11日発売、ISBN 978-4-06-341640-4
  25. 2010年2月12日発売、ISBN 978-4-06-341666-4
  26. 2010年6月11日発売、ISBN 978-4-06-341687-9
  27. 2010年12月13日発売、ISBN 978-4-06-341718-0
  28. 2011年4月13日発売、ISBN 978-4-06-341740-1
  29. 2011年9月13日発売、ISBN 978-4-06-341759-3
  30. 2011年12月13日発売、ISBN 978-4-06-341774-6
  31. 2012年6月13日発売、ISBN 978-4-06-341798-2
  32. 2012年12月13日発売、ISBN 978-4-06-341830-9
  33. 2013年4月12日発売、ISBN 978-4-06-341851-4
  34. 2013年10月11日発売、ISBN 978-4-06-341881-1
  35. 2014年9月12日発売、ISBN 978-4-06-341937-5
  36. 2015年2月13日発売、ISBN 978-4-06-341966-5

### 小説
- はやかわともこ（原案・絵） / 中村 美音（作） 『オリジナル・ノベル ヤマトナデシコ七変化♡ ～真夏の中原軒へようこそ!～』 講談社〈KCノベルス〉、2008年7月11日発売、ISBN 978-4-06-373324-2

### アニメ化記念書籍（完全保存版）
- はやかわともこ、講談社〈KCDX〉、全4冊
  - 『ヤマトナデシコ七変化♥ the best A』2006年9月13日発売、ISBN 4-06-372192-2
  - 『ヤマトナデシコ七変化♥ the best B』2006年9月13日発売、ISBN 4-06-372193-0
  - 『ヤマトナデシコ七変化♥ the best C』2006年12月13日発売、ISBN 4-06-372238-4
  - 『ヤマトナデシコ七変化♥ the best D』2006年12月13日発売、ISBN 4-06-372239-2

## テレビアニメ
『ヤマトナデシコ七変化♥』のタイトルで2006年10月から2007年3月までテレビ東京ほかにて放送。全25話。

### スタッフ
- 原作 - はやかわともこ（講談社「別冊フレンド」連載）
- 監督 - ワタナベシンイチ
- シリーズ構成・脚本 - はるか
- キャラクターデザイン - 佐久間康子
- 美術監督 - 工藤由美
- 色彩設定 - 小森谷初
- 編集 - 名取信一
- 音楽 - 高梨康治、水谷広実
- 音響監督 - 早瀬博雪
- プロデューサー - 渡辺隆、八田紳作、戸川淳
- アニメーション制作 - 日本アニメーション
- 製作 - ヤマナデ製作委員会

### 主題歌
オープニングテーマ
「slow」（第1話 - 第24話）
歌・作詞・作曲 - 清春 / 編曲 - 三代堅・清春
第25話ではエンディングとして使用。なお第25話にはオープニングが無かった。
エンディングテーマ
「カーネーション」（第1話 - 第18話）
歌・作詞・作曲 - 清春 / 編曲 - 三代堅・清春
「∞Changing∞」（第19話 - 第24話）
歌 - BON-BON BLANCO / 作詞 - 凛々 / 作曲 - Masazumi Ozawa / 編曲 - Kohsuke Oshima
第25話では挿入歌として使用。

### 各話リスト
| 話数 | サブタイトル                        | 絵コンテ                  | 演出             | 作画監督              | 総作画監督          | 放送日         |
| ---- | ----------------------------------- | ------------------------- | ---------------- | --------------------- | ------------------- | -------------- |
| 1    | 暗闇に射し込む光                    | ワタナベシンイチ          | 榎本守           | 佐久間康子            | -                   | 2006年 10月3日 |
| 2    | 鉄のカーテンを攻略せよ!             | ワタナベシンイチ          | 神崎ユウジ       | 井口忠一              | 青木哲朗            | 10月10日       |
| 3    | ああ、懐かしの暗い青春              | 細田雅弘 ワタナベシンイチ | 広嶋秀樹         | 三井寿                | 佐久間康子          | 10月17日       |
| 4    | スナコ、およびです                  | 榎本守                    | 山内東生雄       | しまだひであき 谷圭二 | -                   | 10月24日       |
| 5    | 美しきものたちの宴                  | 松林唯人                  | 玉川真人         | 松岡謙治              | 佐久間康子          | 10月31日       |
| 6    | 夢見るハロウィン                    | 秋津南                    | はしもとなおと   | 猿渡聖加              | 青木哲朗            | 11月7日        |
| 7    | アイ アム ナンバーワン!             | 榎本守                    | 榎本守           | 早川淳一              | 佐久間康子          | 11月14日       |
| 8    | Winter Wonder Land                  | 神崎ユウジ                | 神崎ユウジ       | 井口忠一              | 青木哲朗            | 11月21日       |
| 9    | 温泉は湯けむり血しぶき恋しぐれ 前編 | ワタナベシンイチ          | 広嶋秀樹         | 三井寿                | 佐久間康子          | 11月28日       |
| 10   | 温泉は湯けむり血しぶき恋しぐれ 後編 | 川島宏                    | 山内東生雄       | 擦画一郎              | -                   | 12月5日        |
| 11   | ただいまテスト勉強チュー            | 玉川真人                  | 玉川真人         | 松岡謙治              | 佐久間康子          | 12月12日       |
| 12   | Oh, my sweet home!                  | 秋津南                    | はしもとなおと   | 猿渡聖加              | 青木哲朗            | 12月19日       |
| 13   | ウィ、ムッシュウ!                   | 小柴純哉                  | 榎本守           | 早川淳一              | 佐久間康子          | 12月26日       |
| 14   | 眠れる森のお嬢様                    | 神崎ユウジ                | 神崎ユウジ       | 水川弘理              | 青木哲朗            | 2007年 1月9日  |
| 15   | パイレーツ オブ トレビアン          | ワタナベシンイチ          | 又野弘道         | 三井寿                | 佐久間康子          | 1月16日        |
| 16   | ドリーム カムズ トゥルー            | 川島宏                    | 山崎茂           | 重松しんいち          | -                   | 1月23日        |
| 17   | ガールズ ブラボー!!                 | 玉川真人                  | 玉川真人         | 松岡謙治              | 佐久間康子 青木哲朗 | 1月30日        |
| 18   | 夢・相思相愛                        | 松林唯人                  | 榎本守           | 早川淳一 小美野雅彦   | 佐久間康子          | 2月6日         |
| 19   | バトルチック バレンタイン           | 神崎ユウジ                | 神崎ユウジ       | 早乙女啓              | 青木哲朗            | 2月13日        |
| 20   | 愛の試練                            | ワタナベシンイチ          | 千葉大輔         | 井口忠一              | 佐久間康子 青木哲朗 | 2月20日        |
| 21   | セピア色の思い出                    | 小柴純哉                  | 又野弘道         | 三井寿                | 佐久間康子 青木哲朗 | 2月27日        |
| 22   | 羊の皮をかぶった王子様              | 川島宏                    | 山崎茂           | 才木康寛              | -                   | 3月6日         |
| 23   | 台風の目、帰宅する                  | 玉川真人                  | 玉川真人         | 松岡謙治              | 佐久間康子          | 3月13日        |
| 24   | 台風の目、迷走する                  | 神崎ユウジ                | 神崎ユウジ       | 水川弘理 早乙女啓     | 青木哲朗            | 3月20日        |
| 25   | レディへの道                        | ワタナベシンイチ          | ワタナベシンイチ | 早川淳一 才木康寛     | -                   | 3月27日        |

### 放送局
| 放送区分     | 放送局     | 放送期間                      | 放送日時                                |
| ------------ | ---------- | ----------------------------- | --------------------------------------- |
| テレビ東京系 | テレビ東京 | 2006年10月3日 - 2007年3月27日 | 火曜 25:30 - 26:00                      |
| テレビ東京系 | テレビ愛知 | 2006年10月3日 - 2007年3月27日 | 火曜 26:28 - 26:58                      |
| テレビ東京系 | テレビ大阪 | 2006年10月10日 - 2007年4月3日 | 火曜 26:05 - 26:35                      |
| CS           | AT-X       | 2006年11月16日 - 2007年5月7日 | 木曜 10:00 - 10:30 （リピート放送あり） |

| テレビ東京 火曜25:30枠           | テレビ東京 火曜25:30枠 | テレビ東京 火曜25:30枠 |
| 前番組                           | 番組名                 | 次番組                 |
| -------------------------------- | ---------------------- | ---------------------- |
| ラブゲッCHU 〜ミラクル声優白書〜 | ヤマトナデシコ七変化♥  | Over Drive             |

## テレビドラマ
『ヤマトナデシコ七変化』のタイトルで2010年1月15日から2010年3月19日まで、TBS系列の金曜ドラマ枠においてテレビドラマとして放送された。主演はKAT-TUNの亀梨和也。亀梨にとってTBSの連続ドラマの初主演作である。ヒロイン中原スナコ役の大政絢は地上波初ヒロインになる。また、宮尾俊太郎と神戸蘭子は、本作品がドラマ初出演となる。

### キャスト（レギュラー）
高野恭平
演 - 亀梨和也（KAT-TUN）（中学時代：岸本慎太郎）（ジャニーズJr.）
森園大学に通う大学生。美しい容姿とは裏腹に、超短気で乱暴者。幼い頃からその美男子ぶりでバイト先に女の子が殺到する、家に来るなどいくつもの災難に遭っている。そのため、作り笑いが大嫌いである。また、顔や外見でしか自分を見てもらえないのが唯一の悩みである。常に金欠でバイトをするも、その顔立ち・外見からやはり災難に遭うことが多く、怒りの勢いに任せて辞めてしまう事がほとんど。また、家賃タダという目的のためにスナコをどうにかレディにしようと、一番奮闘する。
2年前、母親に「こんな顔に産むんじゃなかった」と言われ家出。一人雨に濡れていたところを美音に拾われ、そのまま美音の下宿屋兼自宅に下宿をする。最初は引きこもりがちだったが、仲間思いの雪之丞達に心を許していった。
新しく入ってきた美音の姪・スナコをレディにしたら家賃タダという案に乗るが、第2話で毒キノコを食べ性格も何もかもが変わったスナコを元に戻すためにキスをしたり、第3話でまりから奪われたひろしくんを取り返す、第4話でスナコがお見合いした時は相手に嫉妬して式場から連れ出す、バイト代でブレスレットをプレゼントするなど徐々にスナコに思いを寄せていく。最終回ではスナコ誘拐事件（ドッキリ）で、ついに告白した。
一方、母親との関係は、複雑であり、それが恭平にとって大きな心の傷になっている。第8話では、スナコにお願いしエビフライをマスターし、母親に振舞ったが、「勇気の丘」と恭平が口にした途端母親は取り乱し床に落としてしまう。第9話では、スナコの羽織を借り母親に背中だけをみせ、自分を気持ちを言った。少しずつ関係は修復しつつある。
好きな食べ物はエビフライとイチゴというお子ちゃまの一面もある。
「氷漬けにして一生眺めたい男子No.1」。
遠山雪之丞
演 - 手越祐也（NEWS）
森園大学に通う大学生。明るく素直な感激屋で、女の子に間違われるほどの愛らしさを持っている（女装したら見分けがつかないほど）。恭平と同じ、美音の下宿屋に住んでいる。何事にも一生懸命で、そのため、恭平に振り回されることもしばしば。スナコの事を「ちゃん」付けで呼び、第3話でひろしくんを裸足で探しに行ったスナコの無事と心配を誰よりもしていた。また、自分の無力さをコンプレックスに思っている。ホラーが大の苦手で第1話でスナコを初め見た時、一番怖がっていた。スナコの部屋も、初めは怖がっていた。顔に似合わずまるで恋の師匠のような発言を時折する。
アメリカに留学中でジュエリーデザイナー志望の彼女・まちことはラブラブである。一時期、破局寸前だったが勘違いだった。
「添い寝してあげたい男子No.1」。
中原スナコ
演 - 大政絢（幼少期：佐々木りお）
北海道出身で4年前に思いを寄せていた村田くんに「ブスは嫌いなんだよ」の一言で女を捨て、引きこもりになる。第7話で苛めも原因の一つという事が分かった。ホラーやオカルトやスプラッター、ドクロが大好き。振られた時にゴミとして捨てられた人体模型（後のひろしくん）と自分を重ね合わせ、それ以降は友達となり、思い入れが強い。普段の格好は貞子のような姿にジャージ姿、前髪で顔を覆い隠しているが、第1話ではある理由から和装の美少女へとなった（あまりの変身ぶりに恭平が分からなかったほど）。第7話で意を決して前髪を切り落とした。眩しいもの＝美しいもの＝恭平達や乃衣、キラキラした街などを見ると「ま、眩しいぃ〜」といい頭突きをするクセがある。普段は陰気だが、恭平に「ブスナコ」と言われるとポルターガイスト現象を起こしながら強気になる。定かではないが恭平と結ばれている模様。酔うとギャルキャラになる。
第2話ではまりから渡された毒キノコ（本当は毒キノコではなかった）を食べてしまい、性格・服装などが“普通の女の子”になってしまい、料理の腕も落ちた。また、キスをすれば元に戻るという方法で、恭平にキスをされた。スナコのこの時の発言曰く「ファーストキス」らしい。第3話では、まりからひろしくんを奪われ、裸足で一日中探し回るが、後で恭平が取り返したなど、恭平達に助けられる事があり、徐々に恭平達に心を許していく。
家事のスペシャリストで特に料理に関してはプロ級。チョコレートが大好物。
人体模型の友達は、ひろしくん、あきらくん、ジョセフィーヌの3体である。
織田武長
演 - 内博貴
森園大学に通う大学生。恭平と同じく美音の下宿屋に住んでいる。クールな美男子で文武両道、華道の家元。普段は大人しく落ち着いているが、恭平曰く「たまにその態度がイラッとくる」らしい。あまり他人について、とやかく言わない個人主義者で、一歩後ろから冷静に物事を見守っている。スナコのコンプレックスにも、いち早く気付いた。恭平の心の傷にも気付いているが、敢えて何も言わずに見守っている。乃依が下宿屋に来たり、乃依の話になったりすると動揺する。武長にとって恭平達はやっとできた本当の親友。第9話で乃依に気持ちを聞かれその場を逃げてしまうが、最終回でスナコ誘拐事件（ドッキリ）で見事結ばれ、エンドロールでは乃依とペアシャツを着ていた。酔うと乃依キャラになる（かよわくなる）。
「お風呂で眺めたい男子No.1」。
森井蘭丸
演 - 宮尾俊太郎（幼少期：濱田龍臣）
森園大学に通う大学生。財閥の息子だが、女たらしで、分刻みで女性に会っている。つまり一人の女性を愛せない。ナルシストで、様々な職種の女性との関係があるため、時にはその関係が役立つ事もある。一人の女性を愛せない理由は、中学生のときに初恋の女の子と駆け落ちしようとしたが、父親の策略により引き離されてしまい、その女の子が他の男の子と歩いている所を見てしまった事から来ている。第8話で親同士が決めた許婚の菊乃井珠緒の登場に初めは戸惑い、結婚には興味がないと冷たい態度で突き放そうとするが、後に真剣に珠緒と付き合うことを決める。酔うと泣き上戸になる。第9話では美音の夫・タケルの父親、篤に憑かれた。
「あえて騙されたいNo.1」。
中原タケル
演 - 加藤清史郎
美音の息子で自称・管理人。物語の語り部的役割も行っている。「皆さんこんばんわ！下宿屋の管理人です。自称ですけど…」と声を皮切りに、タケルが付けている絵日記からこれまでのあらすじを紹介し、書き終わった所から始まっている。スナコが大好きで「スナコちゃん」と呼び、慕っている。第3話で毒キノコで性格も変わってしまったスナコを「スナコちゃんじゃない」と言い、落ち込むなど、普段のスナコの方が好きなよう。小学生だが、本人曰く「頭が良い」らしく「キャバクラ」という言葉を知っている（言葉を聞いた恭平が思わず「何でガキが知ってんだよ」と言ったほど）。美音とだがキスをした事があり、本人曰く「僕とママは愛し合ってる」。
笠原乃依
演 - 神戸蘭子
恭平と同じく森園大学に通っている美少女。武長に一途な恋を寄せており、バレンタインデーにはトリュフ（失敗）、ペアシャツをプレゼントするなど猛アタックしている。武長（恭平が武長に協力するように言った）の頼みで、スナコと仲良くなってほしいと言われ、以降はスナコに好意的。最終回では見事結ばれている。酔うと武長のようなキャラになり、普段と打って変って冷静沈着。その様子は武長の言った台詞｢迷惑なんだよ…！｣を乃依が「迷惑なんですよね…！」と言っているところから分かる。
- なな - 志保
- ねね - 花形綾沙
- 真一 - 大杉漣

恭平たちの行きつけの喫茶店『迷宮入り』のオーナー。
- 中原美音（オバちゃん） - 高島礼子

下宿屋の女主人でタケルの母。スナコの叔母でもある。下宿屋の家賃をタダにする代わりに、恭平たちに「スナコをレディにすること」を命じた。お金持ちでシングルマザー。恋愛至上主義。世界を飛び回り、セレブな恋人を探している。第4話では下宿人たちに何も言わず帰宅し、レディになっていないスナコを見て恭平たちに対して激怒。お見合いをセッティングし、スナコをレディにさせようとした。

### キャスト（ゲスト）
第1話
- まり - 星野亜希（第2・3話）
- 雪女 - 小林涼子
- 安藤まさお - 内田朝陽
- 店長 - デビット伊東
- ホストクラブの客 - 黒澤佐知子

第2話
- セバスチャン - 平泉成
- 八百屋の店主 - 岩田明
- 警官 - 加藤尊朗
- 刑事 - 浜田道彦
- みさ - 奥田恵梨華（第3話）
- まさみ - 伊藤麻実子（第3話）
- りえ - 鈴木美恵（第3話）

第4話
- 久留米 - 温水洋一
- 乳母 - 茅島成美
- タケルの父親 - 長谷川初範

第5話
- 女の幽霊 - 佐藤江梨子
- まちこ - 本仮屋ユイカ（第6話）

第6話
- 織田忠長 - 榎木孝明

第7話
- すず - 近野成美

第8話・第9話
- 高野亜紀 - 麻生祐未
- 高野昇平 - 中根徹
- 菊乃井珠緒 - 浅見れいな（幼少期：小松崎彩乃）

最終話
- ある男 - ダンテ・カーヴァー

### スタッフ（ドラマ）
- 原作 - はやかわともこ
- 脚本 - 篠﨑絵里子
- プロデューサー - 石井康晴、三城真一
- 演出 - 石井康晴、川嶋龍太郎、大澤祐樹
- ナレーション - 加藤清史郎
- 音楽 - 山下康介
- 主題歌 - KAT-TUN「Love yourself 〜君が嫌いな君が好き〜」（J-One Records）
- 製作著作 - TBS

### 放送日程
| 各話                                                      | 放送日  | サブタイトル       | 演出       | 視聴率 |
| --------------------------------------------------------- | ------- | ------------------ | ---------- | ------ |
| 第1話                                                     | 1月15日 | 顔か心か?          | 石井康晴   | 12.1%  |
| 第2話                                                     | 1月22日 | 初キス             | 石井康晴   | 9.3%   |
| 第3話                                                     | 1月29日 | 愛…?               | 川嶋龍太郎 | 7.6%   |
| 第4話                                                     | 2月5日  | 結婚なんてさせねェ | 川嶋龍太郎 | 5.2%   |
| 第5話                                                     | 2月12日 | 対決! 恭平vs雪之丞 | 石井康晴   | 8.5%   |
| 第6話                                                     | 2月19日 | 涙の告白! 裸の誓い | 大澤祐樹   | 7.0%   |
| 第7話                                                     | 2月26日 | ウラギリの同窓会   | 川嶋龍太郎 | 7.6%   |
| 第8話                                                     | 3月5日  | 勇気が出る丘       | 石井康晴   | 9.2%   |
| 第9話                                                     | 3月12日 | 親子にだけ見える物 | 川嶋龍太郎 | 7.8%   |
| 最終話                                                    | 3月19日 | 君が嫌いな君が好き | 石井康晴   | 7.9%   |
| 平均視聴率 8.3%（視聴率は関東地区・ビデオリサーチ社調べ） |         |                    |            |        |

- 初回は22:00 - 23:09の15分拡大放送。

### コラボCM
2010年1月12日から、2月14日まで当ドラマとロッテのコラボレーションによる「ロッテガーナチョコレート」のCMがTBS系列で放送されていた。

### 関連商品
- ヤマトナデシコ七変化 オリジナル・サウンドトラック（2010年3月3日発売、Harbor Records）
- ヤマトナデシコ七変化 Visual Book（講談社）2010年3月12日発売、ISBN 978-4-06-379436-6
- ヤマトナデシコ七変化 DVD-BOX（2010年7月7日発売、TCエンタテインメント）

| TBS系列 金曜ドラマ                         | TBS系列 金曜ドラマ                               | TBS系列 金曜ドラマ                                   |
| 前番組                                     | 番組名                                           | 次番組                                               |
| ------------------------------------------ | ------------------------------------------------ | ---------------------------------------------------- |
| おひとりさま （2009年10月16日 - 12月18日） | ヤマトナデシコ七変化 （2010年1月15日 - 3月19日） | ヤンキー君とメガネちゃん （2010年4月23日 - 6月25日） |